# عبدالعلی لطفی
عبدالعلی لطفی (زادهٔ ۱۲۵۹ آمل –درگذشتهٔ ۱۳۳۵ تهران) سیاستمدار و حقوق‌دان، وزیر دادگستری ایران در دولت محمد مصدق بود. وی پیش از دوران وزارت، رئیس دیوان جزای عُمّال دولت (دیوان کیفر کارکنان دولت) و رئیس کل بازرسی کل کشور بود.

## تولد و تحصیلات
عبدالعلی لطفی پسر شیخ لطف‌الله اسکی لاریجانی و نتیجه لطف‌الله خان، سردار عباس میرزا نایب‌السلطنه بود. در نجف درس خواند و به درجه اجتهاد رسید.
به گفته سید محمدعلی شوشتری نماینده گرگان در مجلس شورای ملی که خود در آغاز در سلک روحانیت بود، لطفی در دوران مشروطیت که میان سید محمدکاظم یزدی و آخوند خراسانی اختلاف بوده، در نجف درس می‌خوانده و «با یک آخوند روضه‌خوان در نجف اشرف توی صحن علی مرتضی، یک ظرف آتش جیگاره درست کرد... همه می‌دانند آتش سیگار خیلی می‌سوزاند ولی آتش جیگاره که توتون برگ است در سوزندگی اثرش بیشتر است این لطفی یک ظرف آتش جیقاره پر کرد. وقتی که سید در سجده بود ریخت توی گردنش که مرحوم سید نمازش را نشکست که فردا عرب‌ها می‌خواستند این دو نفر را بکشند آنها فراراً از بیراهه آمدند ایران … پنجاه روز آیت‌الله در بستر ماند».

## کمیسیون دفاع ملی
لطفی در ایران با همکاری چهره‌های مشهوری مانند حسن پیرنیا، حسن مدرس، سید محمد مساوات و مستوفی، کمیسیون دفاع ملی را تشکیل دادند که در حل بحران‌های بزرگ آن زمان مؤثر واقع شد. چهره‌های دیگری نیز مانند محمدتقی پسیان در خراسان، میرزا کوچک خان در گیلان و محمد خیابانی در تبریز که در مقابل روس‌ها ایستادگی می‌کردند به شدت با وی هماهنگ بودند و زیر نظر عبدالعلی لطفی به فعالیت مشغول بودند.

## وزارت
عبدالعلی لطفی در دولت مصدق از مشاوران دولت بود و هفته‌ای چندین ساعت با نخست‌وزیر ملاقات داشت. در نهایت محمد مصدق او را برای وزارت دادگستری انتخاب کرد. دوران وزارت لطفی یکی از چالشی‌ترین مقاطع قوهٔ قضاییه در تاریخ ایران است. دکتر مصدق با قرار دادن اختیار تام به لطفی زمینهٔ تغییرات فراگیری را در دستگاه قضائی کشور فراهم کرد. لطفی در اقدامی جنجالی دیوان عالی کشور را منحل کرد و بسیاری از قضاتی را که از دید او صلاحیت نداشتند اخراج کرد. در سایر قسمت‌های دستگاه قضایی تغییرات عمده‌ای ایجاد شد. برای مثال کانون وکلا برای اولین بار مستقل از دولت شد.
لطفی مدت‌ها در کار قضاوت بود و در دادگستری قضاوت می‌کرد. محاکمهٔ عبدالحسین تیمورتاش از اقدامات اوست. وی تا کودتای ۲۸ مرداد ۱۳۳۲ در مقام وزارت دادگستری بود و پس از کودتای ۲۸ مرداد ۱۳۳۲ و سقوط مصدق از کار بر کنار شد و یک سال زندانی بود.
پیش از وزارت، منصب مدیر کل ثبت اسناد و املاک، رئیس کل بازرسی کل کشور و رئیس شعبهٔ دوم دیوان عالی کشور را عهده‌دار بود.
یکی از ویژگی‌های لطفی، شهامت، تهور و بی‌باکی وی در انجام وظایف قانونی‌اش بود، لطفی در زمان جنگ‌جهانی دوم، برای بازرسی امور اداری عازم مشهد شد که یکی از شاهدان عینی، از مأموریت او این‌گونه یاد کرده‌است: «یک کمیسیون تام‌الاختیار به ریاست لطفی نامی، به مشهد آمد تا به هیاهوی گندم، قند، شکر، پارچه و سایر جنجال‌ها رسیدگی کند.

## خاندان
فرزندان او پس از کسب مدارج عالیهٔ تحصیلی، تا پایان عمر و به طریق پدر به این جامعه خدمت نمودند. هر کدام از پسران در راه برقراری عدالت به حرفهٔ وکالت و دختران نیز در جهت گسترش علم و آموزش و پرورش دختران و پسران کشور به حرفهٔ تعلیم و تربیت پرداختند.

## درگذشت
عبدالعلی لطفی در حالی که در بستر بیماری بود توسط عده‌ای در خانه خود مورد هجوم قرار گرفت و به سختی مجروح شد. افراد با شکستن در، داخل منزل او شدند و پیکر ناتوان و ضعیف او را از تخت به زیر کشیدند و با چوپ و چماق و مشت و لگد به جان او افتادند. شیون‌های همسرش و اهل خانه کار را درمان نکرد و آن قدر آن پیرمرد را کتک زدند که به حال اغما رفت. وی اندکی بعد در ۲۴ شهریور ۱۳۳۵ ه‍.خ در ۷۷ سالگی درگذشت و در مسجد مجدالدوله به خاک سپرده شد.

## مقالات
می‌توان شماری از مقاله‌های حقوقی و جزائی لطفی را در وبگاه «نورمَگز» خواند.